# Harcigny
Harcigny település Franciaországban, Aisne megyében. Lakosainak száma 243 fő (2022. január 1.). Harcigny Braye-en-Thiérache, Landouzy-la-Cour, Nampcelles-la-Cour, Plomion és Thenailles községekkel határos.

## Népesség
A település népességének változása:
| Lakosok száma | 249  | 264  | 275  | 255  | 248  | 246  | 242  | 242  | 242  | 243  |
|               | 1968 | 1982 | 1990 | 2006 | 2013 | 2015 | 2017 | 2019 | 2020 | 2022 |